# Slovinská mužská volejbalová reprezentace
Slovinská volejbalová reprezentace mužů představuje reprezentační družstvo Slovinska ve volejbale. Účastní se mezinárodních soutěží, a to od roku 1992, kdy vznikl samostatný novodobý slovinský stát. Před vznikem samostatného státu nastupovali slovinští volejbalisté za jugoslávský výběr. Na velkém turnaji se Slovinci prvně objevili v roce 2001. Největším úspěchem slovinské reprezentace jsou tři stříbrné medaile, které vybojovala na mistrovství Evropy (2015, 2019, 2021). Nejlepšího umístění na mistrovství světa dosáhla v roce 2022, kdy skončila na 4. místě. Připsala si též vítězství v Evropské lize roku 2015 a v Challenger Cupu roku 2019.

## Mistrovství světa
| Rok/pořádající země       | Účast                           |
| ------------------------- | ------------------------------- |
| MS 1994 Řecko             | Bez účasti                      |
| MS 1998 Japonsko          | Bez účasti                      |
| MS 2002 Argentina         | Bez účasti                      |
| MS 2006 Japonsko          | Bez účasti                      |
| MS 2010 Itálie            | Bez účasti                      |
| MS 2014 Polsko            | Bez účasti                      |
| MS 2018 Itálie, Bulharsko | 12. místo                       |
| MS 2022 Rusko             | 4. místo                        |
| Celkem                    | Účast – 2× · – 0× · – 0× · – 0× |

## Mistrovství Evropy
| Rok/pořádající země                                  | Účast              |
| ---------------------------------------------------- | ------------------ |
| ME 1993 Finsko                                       | Bez účasti         |
| ME 1995 Řecko                                        | Bez účasti         |
| ME 1997 Nizozemsko                                   | Bez účasti         |
| ME 1999 Rakousko                                     | Bez účasti         |
| ME 2001 Česko                                        | 12. místo          |
| ME 2003 Německo                                      | Bez účasti         |
| ME 2005 Srbsko a Černá Hora                          | Bez účasti         |
| ME 2007 Rusko                                        | 16. místo          |
| ME 2009 Turecko                                      | 15. místo          |
| ME 2011 Rakousko, Česko                              | 9. místo           |
| ME 2013 Polsko, Dánsko                               | 13. místo          |
| ME 2015 Bulharsko, Itálie                            | Stříbrná medaile   |
| ME 2017 Polsko                                       | 8. místo           |
| ME 2019 Belgie, Francie, Nizozemsko, Slovinsko       | Stříbrná medaile   |
| ME 2021 Polsko, Česko, Estonsko, Finsko              | Stříbrná medaile   |
| ME 2023 Itálie, Bulharsko, Severní Makedonie, Izrael | Bronzová medaile   |
| Celkem                                               | – 0× · – 3× · – 1× |

## Olympijské hry
| Rok/pořádající země     | Účast                           |
| ----------------------- | ------------------------------- |
| LOH 1996 Atlanta        | Bez účasti                      |
| LOH 2000 Sydney         | Bez účasti                      |
| LOH 2004 Athény         | Bez účasti                      |
| LOH 2008 Peking         | Bez účasti                      |
| LOH 2012 Londýn         | Bez účasti                      |
| LOH 2016 Rio de Janeiro | Bez účasti                      |
| LOH 2020 Tokio          | Bez účasti                      |
| Celkem                  | Účast – 0× · – 0× · – 0× · – 0× |